# Miquel Anguera i Brú
Miquel Anguera i Brú (Mont-roig del Camp, 12 de desembre de 1950), activista polític i cultural català. Es fa dir Miquel "Beatet" perquè és el renom de la família i sempre ha defensat els renoms de les cases dels pobles com un patrimoni cultural a conservar. La seva sensibilitat amb el seu poble i el seu país l’ha dut a treballar molt en l'àmbit local a través del teixit associatiu, ja que sempre ha considerat que des del municipi i a través de la seva gent es fa gran un país.
Aquesta inquietud per la cultura i la història del seu poble, el va portar a fundar l’Associació de Veïns Muntanya Roja, una associació sense ànim de lucre que des de l’any 1974 ha treballat activament a través de la revista Ressò Mont-rogenc per recuperar i documentar fets històrics i culturals, com també personalitats de Mont-roig del Camp, però també en l'àmbit comarcal, tot i que oficialment es van associar el 1978.

## Biografia
Va néixer el 1950 a Mont-roig del Camp (Baix Camp), poble del qual va arribar a ser alcalde en dues ocasions, a l’any 2001, i del 2003 al 2007, anteriorment també va ser regidor en les primeres eleccions democràtiques, del 1979 al 1983.
Fill de pagesos en una família de set germans. Anà a l’escola de les monges Carmelites a Mont-roig fins als 6 anys, des d’aleshores va anar a l’escola pública. El 1962 ingressà al Seminari Pontifici de Tarragona i en marxà el 1966, havent cursat el batxillerat.

### Passió per la música i la cultura popular i tradicional
Va cantar, com a tiple, a la prestigiosa Schola Cantorum. A nou anys, començà a tocar la flauta travessera a la banda municipal de música de Mont-roig. Als 16 estudià a l’Escola d’Alts Estudis Mercantils de Sabadell on cursà el Peritatge Mercantil, allí fundà la Tuna de Sabadell de la dita escola, essent-ne el director musical.
De tornada a Mont-roig va fundar, amb altres 3 companys el grup de folk “Botzina” (1969-1973), fins que va haver de marxar a fer el servei militar.
L’any 1974 va començar a ensenyar música a la mainada de Mont-roig de manera altruista durant 30 anys, i el 1978 va fundar la rondalla Fent Camí de Mont-roig. El 1984, es va crear el grup de Grallers de Mont-roig, del qual n’és el fundador amb altres 3 companys, i el 1994 el grup folk D’Un Roig Encès, que durà fins al 2006.

## Cultura
En l'àmbit social fou fundador de l’Associació de Veïns Muntanya Roja (associació cultural) i n’és l’actual president. La primera activitat fou portar la Flama del Canigó a Mont-roig el 1974, esdeveniment que ha mantingut ininterrompudament fins a l’actualitat. També dita associació va organitzar 27 aplecs de sardanes entre el 1981 i el 2007. L’activitat més preuada és la publicació de la revista Ressò mont-rogenc des de l’any 1981 fins al 2014 en suport paper i des d’aleshores i, encara ara, es publica com a revista digital. Actualment n’és el director. La revista ha publicat una dotzena de llibres sobre temàtica local: els carrers de Mont-roig, l’Església Vella, la Nova, Oficis, sobre Miró, història, marquès de Mont-roig, Jacint Salvadó el mont-rogenc model dels arlequins de Picasso i notícies i cròniques locals.
Col·laborador del Grup Barracaire de Mont-roig del Camp, ha ajudat a catalogar al voltant de 150 barraques i construccions en pedra seca, 5 de les quals són BCIN (bé cultural d’interès nacional) i són les úniques amb aquesta distinció del Principat de Catalunya.
Essent president de l’Associació de Veïns, va promoure la recuperació del Ball de Coques de Mont-roig del Camp (jota vuitcentista documentada el 1816 pel Diari de Reus). Des d’aleshores es balla cada any -des del 1992- per la festa de la Mare de Déu de la Roca (8 de setembre) i també per la Festa Major de Sant Miquel (29 de setembre), sent l’única jota que encara es balla al Baix Camp.
Coorganitzador del Cap de Setmana Diatònic, festival referent de la música d’acordió diatònic al sud del Principat des del seu inici el 2007 fins a l’actualitat i que ha esdevingut un esdeveniment de caràcter comarcal per on han passat els millors acordionistes del país i internacionals, fomentant la cultura popular i tradicional de la mà d’aquest instrument.

## Vida política
De ben jove ja va ser un home sensibilitzat per la llengua i la cultura de Catalunya i del seu municipi. És soci d’Òmnium Cultural, de l'Assemblea Nacional de Catalunya i de Plataforma per la Llengua. Els seus ideals en la manera de pensar, el van portar a implicar-se activament en la política municipal de Mont-roig del Camp, del qual va arribar a ser alcalde en dues ocasions, a l’any 2001, i del 2003 al 2007, anteriorment també va ser regidor de cultura en les primeres eleccions democràtiques, del 1979 al 1983 i posteriorment de cultura i esports en la legislatura del 1999 fins a acabar sent alcalde el 2001. Sent regidor va fundar la Coral Sant Miquel (2000) l’Aula de Música Baptista Nogués (2000) i l’Àrea d’Esports de l’Ajuntament, també l’any 2000.

## Esport
La seva passió per la música va acompanyada per una gran estima a l’esport. Va practicar de ben jove el futbol amb el Club Atlètic Mont-roig, del qual n’és soci, i va compaginar aquesta disciplina esportiva amb la pràctica del ciclisme, pel qual tenia una gran passió, fet que el va portar el 1980, a ser cofundador de la Penya Ciclista Mont-roig del Camp, bressol de molts ciclistes, alguns dels quals van arribar a ser professionals.